# Welgelegen (Coronie)
Welgelegen è un comune (ressort) del Suriname di 605 abitanti sulla costa dell'Oceano Atlantico.